# 华传浩
华传浩（本名华福麟，1912年—1975年12月25日），字湘卿，江苏苏州人，昆曲传字辈演员。1921年进入昆剧传习所，师承沈月泉、沈斌泉、陆寿卿，初工小生，后改为丑行。1931年，与传字辈若干人一起创建仙霓社。1975年于上海病逝。著有《我演昆丑》。